# Zwampzuurzak
De zwampzuurzak (Annona glabra) is een boomsoort uit tropisch Amerika en West-Afrika.
Het is een semi-bladverliezende boom van 12 tot 15 meter hoog. Er is gewoonlijk één stam, grijs van kleur met uitgesproken bastporiën. Afwisselend geplaatste bladeren 7–12 cm lang en tot 6 cm breed. De bloemen zijn kort van levensduur en vallen vaak niet op. De appelachtige vrucht wordt geel tot oranje bij rijping. Het vruchtvlees is roze-oranje en tamelijk droog en bevat 100-200 lichtbruine zaden.

## Invasieve soort
De soort is geïntroduceerd in Australië en het gebied van de Stille Oceaan en is daar een invasieve soort geworden. De boom verspreidt zich over belangrijke draslanden, vooral mangroven, omdat hij zoutminnend is. Hij treedt niet alleen op als pionierplant, maar dringt ook in bestaande begroeiing binnen. De soort wordt in Australië als een bedreiging van de inheemse soorten gezien.

## Beeldgalerij

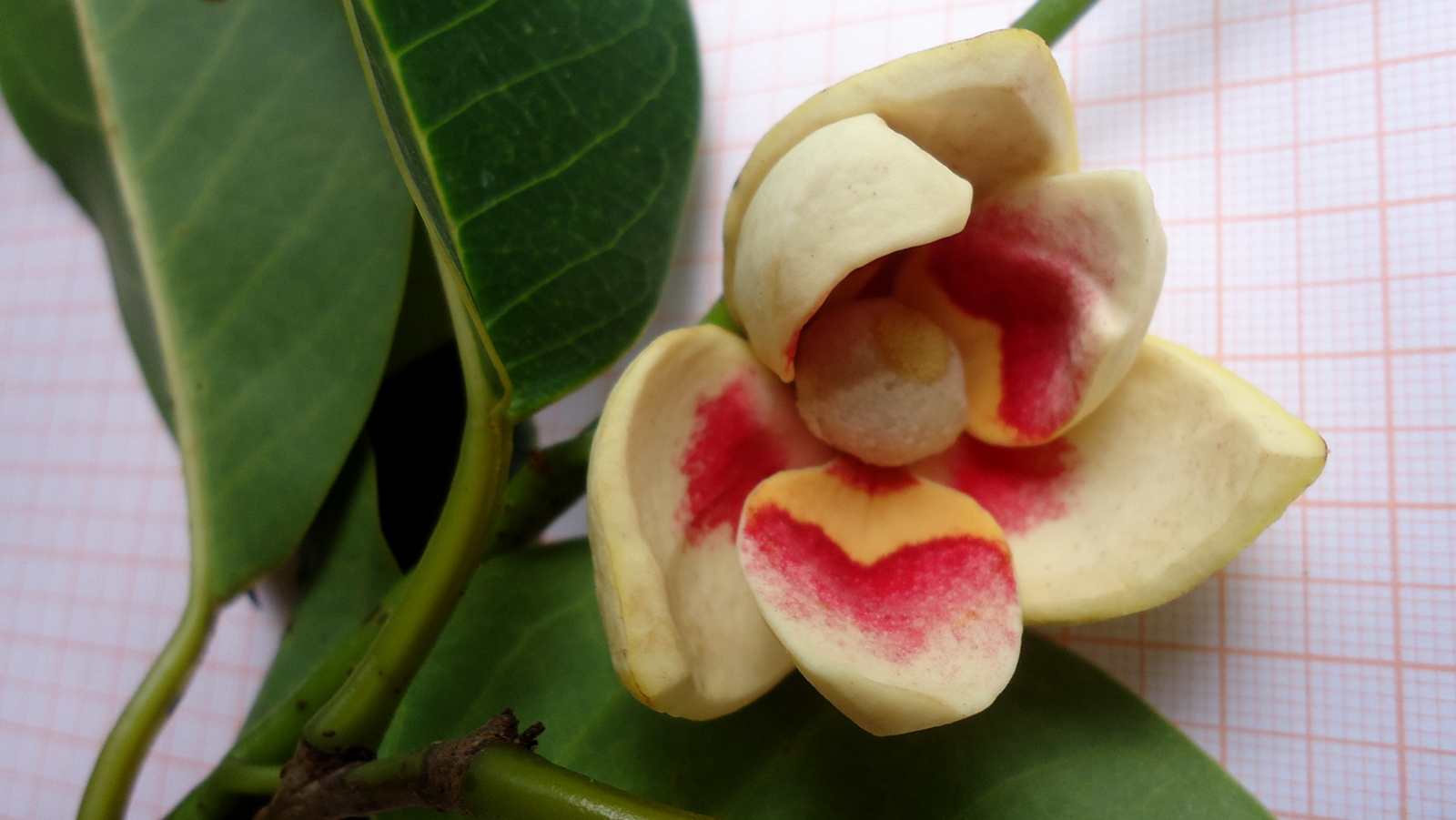